# (9130) Галуа
(9130) Галуа́ (фр. Galois) — астероид внутренней части главного пояса, открытый 25 апреля 1998 года бельгийским астрономом Эриком Эльстом в обсерватории Ла-Силья и названный в честь французского математика Эвариста Галуа (1811—1832).